# زائفة أليفة البرد
زائفة أليفة البرد (الاسم العلمي: Pseudomonas psychrophila) هي نوع من البكتيريا تتبع جنس الزائفة من فصيلة الزوائف.